# Grit Jurack
Grit Jurack (* 22. Oktober 1977 in Leipzig) ist eine ehemalige deutsche Handballspielerin und Rekordnationalspielerin des Deutschen Handballbundes.

## Karriere

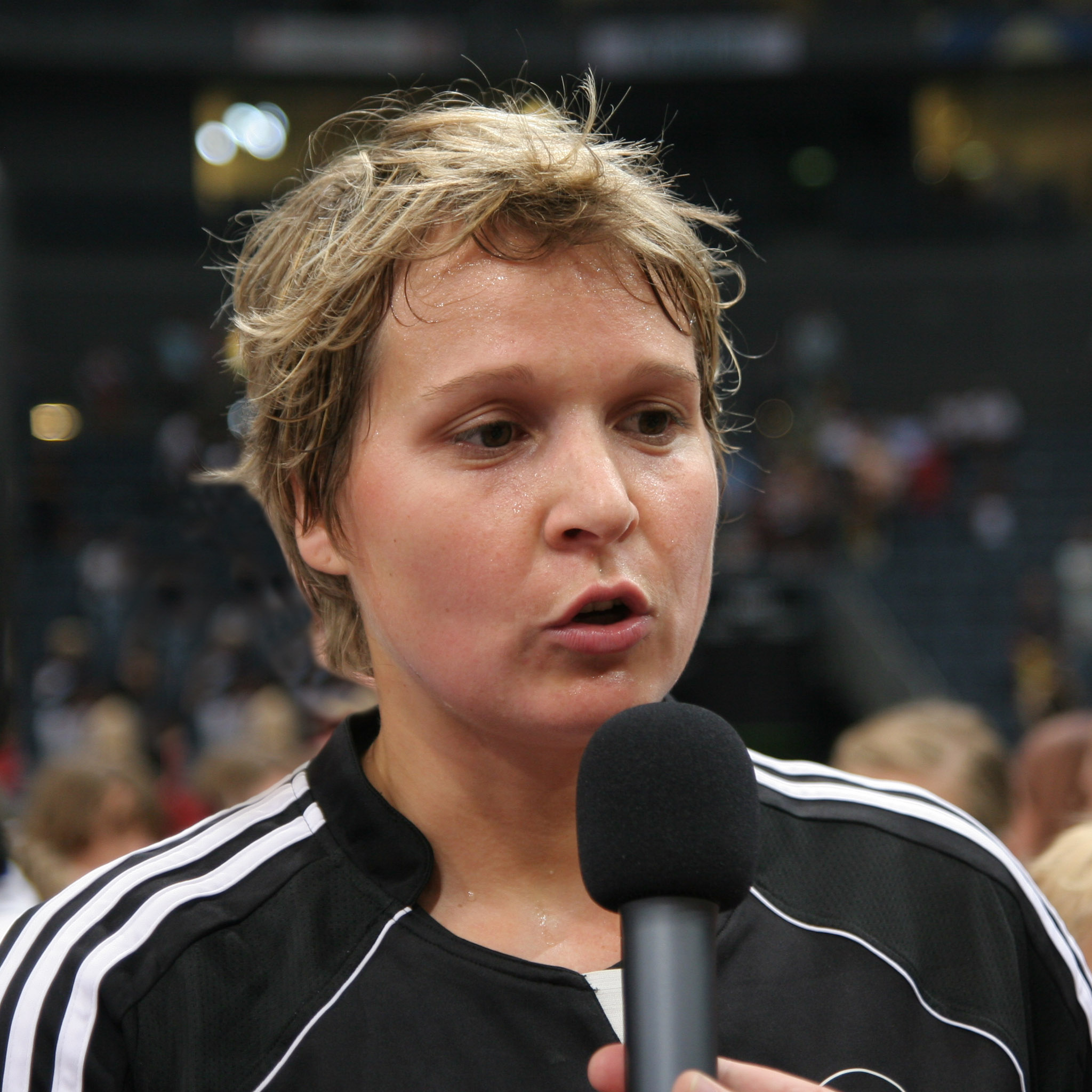
Grit Jurack (2008)

Sie begann ihre Handballkarriere beim BSV Schönau Leipzig, bei dem die Linkshänderin von 1989 bis 1993 spielte. Bis zum Jahre 2001 spielte sie beim HC Leipzig und gewann 1998 und 1999 die deutsche Meisterschaft. Von 2001 bis 2003 wurde sie an den dänischen Verein Ikast-Bording Elite Håndbold ausgeliehen, mit dem sie 2002 den EHF-Cup und den dänischen Pokal gewann. Anschließend kehrte sie für eine Saison nach Leipzig zurück.
2004 wechselte sie schließlich zu dem dänischen Topverein Viborg HK, wo sie 2006 als erste deutsche Spielerin den Meistertitel in der dänischen Super-Liga und die Champions League gewann. Im Sommer 2012 musste sie, aufgrund eines schweren Knorpelschadens in der Schulter, ihre Karriere beenden.

### Nationalmannschaft
Ihr Länderspieldebüt in der deutschen Nationalmannschaft gab sie am 23. Januar 1996 gegen die USA. Sie ist Rekordtorschützin und Rekordnationalspielerin der DHB-Auswahl sowie die bislang einzige Spielerin, die zwei Mal Torschützenkönigin bei einer Weltmeisterschaft wurde (1999 und 2007). An der Handball-Weltmeisterschaft der Frauen 2009 in China konnte sie wegen ihrer Schwangerschaft nicht teilnehmen. Beim Länderspiel am 21. September 2010 im Rahmen des Worldcups gegen Ungarn (Endstand 19:22) kam sie nach ihrer Schwangerschaft erstmals wieder zum Einsatz und erzielte 5 Tore. Am 24. April 2011 bestritt sie beim 27:23 gegen Norwegen ihr 300. Länderspiel; so viele Länderspiele hatten zuvor nur drei Handballer (Frank-Michael Wahl (344 Spiele), Klaus-Dieter Petersen (340) und Christian Schwarzer (318)) bestritten. Im März 2012 gab sie ihren Rücktritt aus der Nationalmannschaft bekannt. Am 7. Oktober 2012 bestritt sie gegen Tschechien ihr Abschiedsspiel.

### Nach der Spielerkarriere
Zwischen März 2015 und Januar 2016 war sie als Teammanagerin und Co-Trainerin der  deutschen Frauen-Handballnationalmannschaft tätig. Sie wurde beim TSV Glücksburg als Jugendtrainerin sowie als Journalistin für die Zeitung Flensborg Avis tätig.

## Privates
- Julia Jurack vom Thüringer HC ist nicht mit Grit Jurack verwandt.[15]
- Grit Jurack brachte am 4. Februar 2010 einen Sohn zur Welt.[16] Ihr zweiter Sohn wurde am 12. Dezember 2013 geboren.

## Sportliche Erfolge
- Viborg HK
  - Gewinn der Champions League 2006, 2009 und 2010
  - Vereinseuropameisterin 2006
  - Dänische Meisterin 2006, 2008, 2009 und 2010
  - Dänische Pokalsiegerin 2006, 2007, 2008
- Ikast Bording
  - EHF-Cup-Siegerin 2002
  - Dänische Pokalsiegerin 2002
- HC Leipzig
  - Deutsche Meisterin 1998 und 1999
  - Deutsche Pokalsiegerin 1996 und 2000
- Deutsche Nationalmannschaft
  - 3. Platz bei den Weltmeisterschaften 1997 und 2007
  - 4. Platz bei der Europameisterschaft 1996 und Europameisterschaft 2006 und Europameisterschaft 2008
  - 5. Platz bei der Europameisterschaft 2004
  - 6. Platz bei den Olympischen Spielen 1996
  - 6. Platz bei der Weltmeisterschaft 2005
  - 7. Platz bei der Weltmeisterschaft 1999
  - 9. Platz bei der Europameisterschaft 2000
  - 11. Platz bei den Olympischen Spielen 2008
  - 12. Platz bei der Weltmeisterschaft 2003

## Auszeichnungen
- Handballerin des Jahres 1999, 2000, 2001, 2007 und 2008
- Torschützenkönigin bei der Weltmeisterschaft 1999 und 2007
- Wahl in das Allstar-Team der Weltmeisterschaft 2005 und 2007
- Wahl in das Allstar-Team der Europameisterschaft 2004 und 2008
- Aufnahme in die Hall of Fame of European handball 2023[17]